# Saint-Marcel (Savoia)
Saint-Marcel (San Marcello in italiano, desueto) è un comune francese di 696 abitanti situato nel dipartimento della Savoia nella regione dell'Alvernia-Rodano-Alpi.

## Società

### Evoluzione demografica
Abitanti censiti